# 檮杌
檮杌（とうごつ / とうこつ、拼音: táowù）とは中国神話に登場する怪物の一つ。四凶の一つとされる。
『神異経』には「西方の荒地に獣がいる。形は虎に似ており、長さ二尺の犬の様な毛が生えており、人の顔、虎の足、豚の歯を持ち、尾の長さは一丈八尺あり、荒の中を撹乱している。その名を檮杌という」とある。
また、『春秋左氏伝』には「顓頊氏に不才の子孫がいた。教え諭してもどうにもならず、善言を弁えていなかった。（中略）そこで、天下の人々はこれを檮杌と呼んだ」とある。
凶悪頑迷な性格で「難訓（なんくん。「教え難い」の意）」「傲狠（ごうこん）」という別名がある。